# Country Joe McDonald
Country Joe McDonald, rodným jménem Joseph Allen McDonald (* 1. ledna 1942 Washington, D.C.), je americký zpěvák a kytarista.
Narodil se ve Washingtonu, D.C., ale vyrůstal v Kalifornii. Jeho otec měl skotské předky, rodiče jeho matky byli ruští Židé. V sedmnácti vstoupil na tři roky do Námořnictva a působil v Japonsku. V roce 1965 založil s kytaristou Barrym Meltonem (přezdívaným „The Fish“, odtud název) skupinu Country Joe and the Fish, sám byl jejím frontmanem. Skupina se proslavila zejména písní „I-Feel-Like-I'm-Fixin'-to-Die Rag“ protestující proti válce ve Vietnamu. Sólově McDonald debutoval v roce 1969 albem Thinking of Woody Guthrie, které následovaly téměř dvě desítky dalších alb.